# زلزال بوردور 1914
زلزال بوردور 1914 هو زلزالٌ وقعَ في بوردور في تركيا بتاريخ 1914.